# Вильяльта де Санчес, Маргарита
Маргарита Вильяльта де Санчес (исп. Margarita Villalta de Sánchez; род. 4 апреля 1950, Кесальтепеке, Ла-Либертад) — сальвадорская активистка, политик и общественный деятель. Жена президента Сальвадора Санчеса Серена, занимала пост первой леди Сальвадора с 1 июня 2014 года по 1 июня 2019 года.

## Биография
Вильяльта родилась 4 апреля 1950 года в городе Кесальтепеке в департаменте Ла-Либертад в семье Кристины Вильяльты и Маркоса Моралеса. В 1968 году Маргарита вышла замуж за Сальвадора Санчеса Серена, от которого у неё родилось четверо детей.
В качестве второй леди страны Маргарита Вильяльта де Санчес работала координатором Комиссии по социальным действиям (Comisión de Acción Social, CAS), комиссии при канцелярии вице-президента, которая разрабатывает программы для женщин и детей в стране.
Маргарита Вильяльта де Санчес стала первой леди Сальвадора 1 июня 2014 года после инаугурации своего мужа, бывшего командира левых повстанцев во время гражданской войны в Сальвадоре. 11 июня 2014 года Маргарита Вильяльта де Санчес была приведена к присяге в качестве директора Instituto Salvadoreño para el Desarrollo Integral de la Niñez y la Adolescencia (ISNA), государственной организации, которая работает с детьми и подростками. Главы 18 других правительственных учреждений и ведомств также были приведены к присяге в Президентском зале почета Оскара Арнульфо Ромеро в Президентском доме.
Президент и первая леди объявили, что во время своего пребывания в должности они будут проживать в своем доме, а не в Президентском доме, официальной резиденции президента. В июле 2014 года пара превратила Президентский дом в музей и центр искусств, где представлены работы 45 сальвадорских художников.